# 长友宁雄
长友宁雄（日语：／ Nagatomo Yasuo，1951年12月12日—），日本男子摔跤运动员。他曾代表日本参加1974年亚洲运动会摔跤比赛，获得一枚铜牌。他也曾参加1976年夏季奥林匹克运动会。